# Shigeru Takahashi
Shigeru Takahashi (高橋 茂, Takahashi Shigeru) was een Japans voetballer die als aanvaller speelde.

## Japans voetbalelftal
Shigeru Takahashi maakte op 27 augustus 1927 zijn debuut in het Japans voetbalelftal tijdens een Spelen van het Verre Oosten tegen China. Shigeru Takahashi debuteerde in 1927 in het Japans nationaal elftal en speelde 2 interlands.

## Statistieken
| Japans voetbalelftal | Japans voetbalelftal | Japans voetbalelftal |
| Jaar                 | Wed.                 | Dlp.                 |
| -------------------- | -------------------- | -------------------- |
| 1927                 | 2                    | 0                    |
| Totaal               | 2                    | 0                    |